# شاچا (استان ریازان)
شاچا (انگلیسی: Shacha) یک رودخانه در استان ریازان کشور روسیه است.